# Dholpur (Distrikt)
Der Distrikt Dholpur (Hindi धौलपुर जिला), auch Dhaulpur, ist ein Distrikt im westindischen Bundesstaat Rajasthan.
Der Distrikt existiert seit 1982. Er umfasst eine Fläche von 3084 km². Verwaltungssitz ist die gleichnamige Stadt Dholpur.

## Bevölkerung
Die Einwohnerzahl liegt bei 1.207.293 (Zensus 2011), 10 Jahre zuvor waren es noch 983.258.
Das Geschlechterverhältnis liegt bei 846 Frauen auf 1000 Männer. Die Alphabetisierungsrate liegt bei 69,08 % (81,22 % bei Männern, 54,67 % bei Frauen).
93,45 % der Bevölkerung sind Anhänger des Hinduismus, 5,99 % sind Muslime.

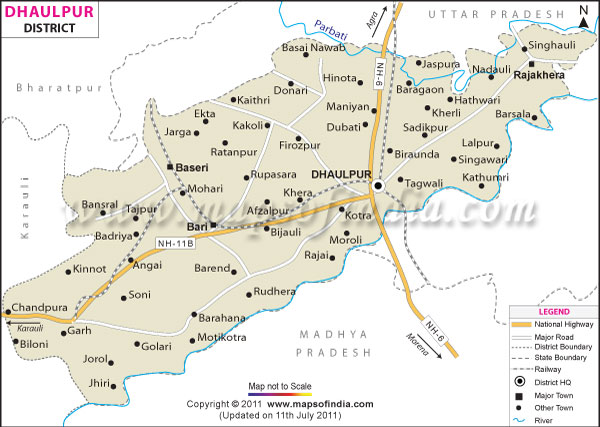
Karte des Distrikts Dholpur

## Verwaltungsgliederung
Der Distrikt ist in 5 Tehsils gegliedert:
- Bari
- Baseri
- Dholpur
- Rajakhera
- Sepau

Städte vom Status einer Municipality sind:
- Bari
- Dholpur
- Rajakhera